# CeBIT

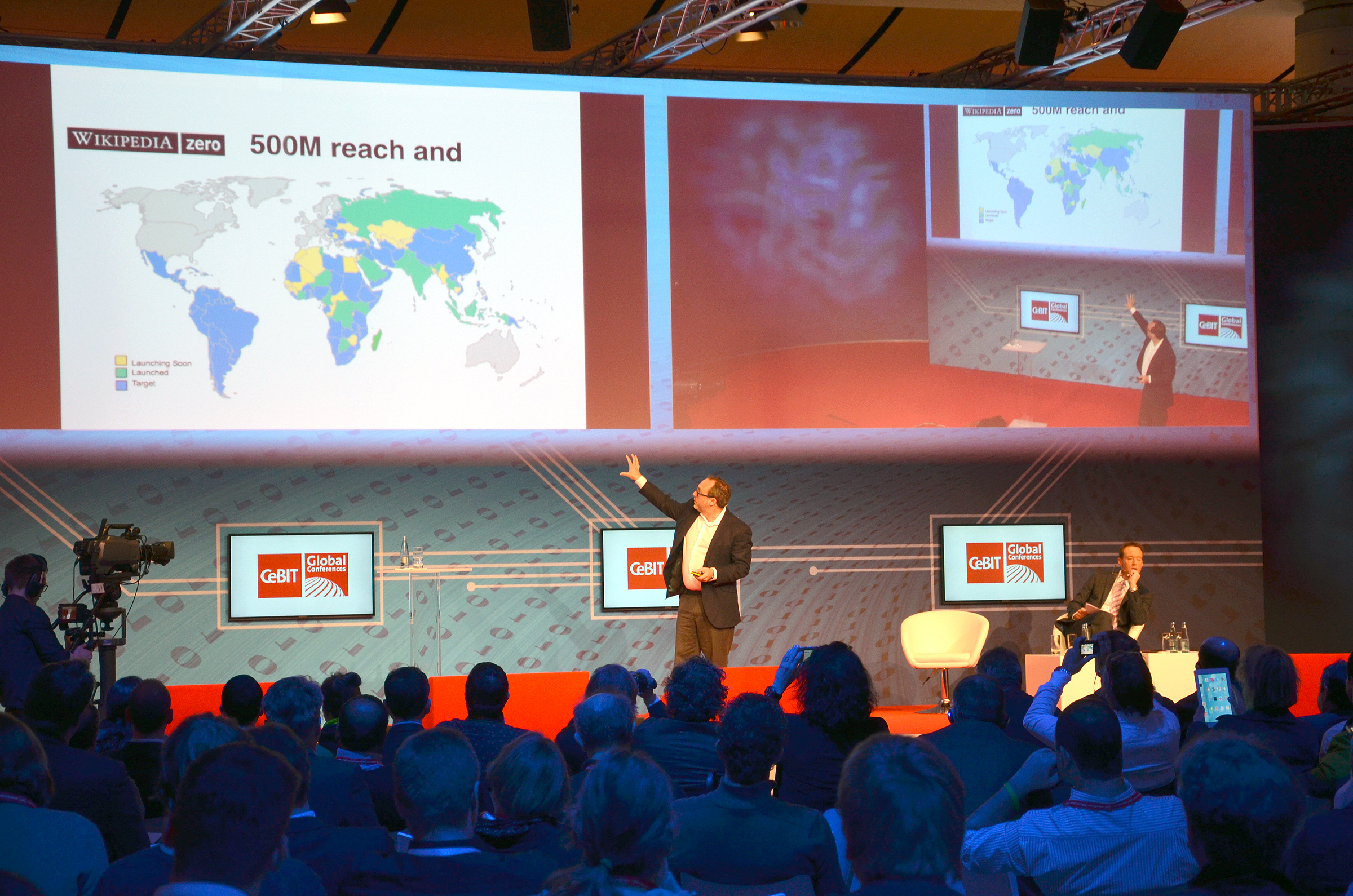
Jimmy Wales 2014 on CeBIT Global Conferences, Wikipedia Zero

CeBIT（セビット、ツェービット、Centrum für Büroautomation, Informationstechnologie und Telekommunikation; ドイツ語で"ビジネスオートメーション・情報技術・テレコミュニケーションセンター"の意)は、ドイツのハノーファーの世界最大級の見本市会場であるハノーファー国際見本市会場でかつて毎年春に開催されていた世界最大級のコンピュータエキスポ。IT分野における最先端の指標ともいえる。

## 概要

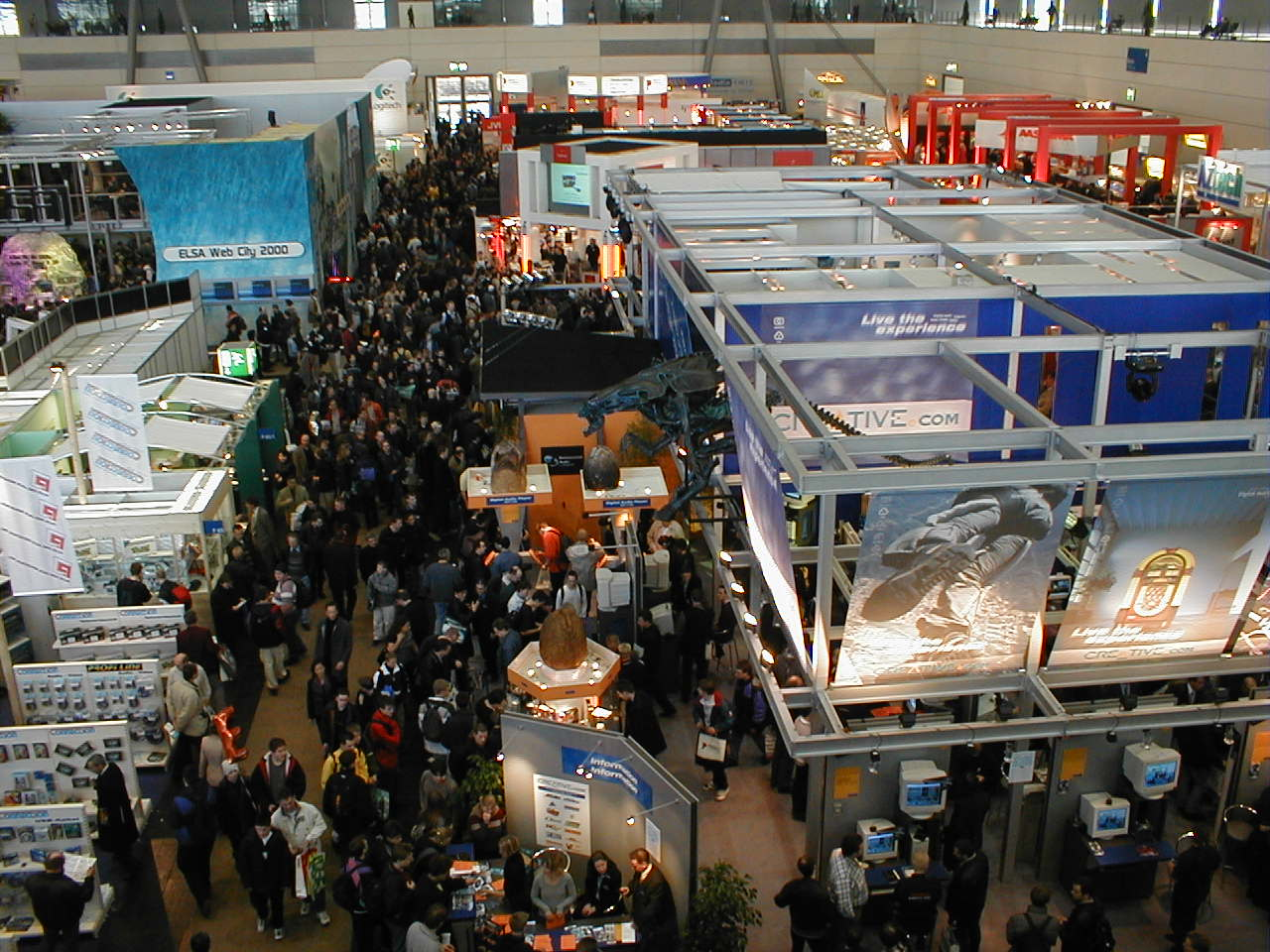
CeBIT 2000開催中の出展会場

CeBIT は伝統的な毎年開催されるコンピューター部品のハノーファー・メッセ（ハノーファー・フェア）の大規模な見本市である。1970年にメッセゲレンデ・ハノーファーの新しい世界最大級のホール1の完成に伴い初めて開催された 1980年代には情報技術と通信は産業フェアの一部として開催され、1986年から独立してメインのハノーファー・メッセよりも4週間早く開催が始まった。
CeBITの規模は年々拡大を続け、家庭用と娯楽市場の分野は 'CeBIT Homeとして夏に隔年開催が計画され1996年と1998年に開催された。ハノーヴァー万国博覧会がハノーヴァ会場で開催の為、2000 CeBIT Homeはライプツィヒで開催されるはずだったが中止され、その後開かれていない。
出展面積はおよそ450,000 m² 、COMPUTEXや長らく開催されていないCOMDEXより大きい。2007年には CeBIT expo の出展社数は過去最高200,000以上になった。

## 開催実績
| 会期                   | 開催日数 | 出展社数 | 入場者数  | 備考 |
| ---------------------- | -------- | -------- | --------- | ---- |
| 1999年3月18日 - 24日   | 7日間    | 社       | 人        |      |
| 2000年2月24日 - 3月1日 | 7日間    | 社       | 人        |      |
| 2001年3月22日 - 28日   | 7日間    | 社       | 人        |      |
| 2002年3月13日 - 20日   | 8日間    | 社       | 人        |      |
| 2003年3月22日 - 28日   | 7日間    | 社       | 人        |      |
| 2004年3月18日 - 24日   | 7日間    | 社       | 人        |      |
| 2005年3月10日 - 16日   | 7日間    | 社       | 人        |      |
| 2006年3月9日 - 15日    | 7日間    | 社       | 人        |      |
| 2007年3月15日 - 21日   | 7日間    | 社       | 人        |      |
| 2008年3月4日 - 9日     | 7日間    | 社       | 人        |      |
| 2009年3月3日 - 8日     | 6日間    | 社       | 人        |      |
| 2010年3月2日 - 6日     | 5日間    | 社       | 人        |      |
| 2011年3月1日 - 5日     | 5日間    | 社       | 人        |      |
| 2012年3月6日 - 10日    | 5日間    | 4,200社  | 312,000人 |      |
| 2013年3月5日 - 9日     | 5日間    | 4,000社  | 285,000人 |      |
| 2014年3月10日 - 14日   | 5日間    | 社       | 人        |      |

## 世界のCeBIT
1999年からCeBITの主催者である Deutsche Messe AG ("German Trade Show, Ltd.")はドイツ国外でCeBITの名前で主催している
- CeBIT アジア：中国 上海
- CeBIT オーストラリア：シドニー
- CeBIT ユーラシア Bilişim：トルコ イスタンブール

CeBIT アメリカ/USAは2003年と2004年に開催されたが2005年は中止された。